# Sezawa Katsutada

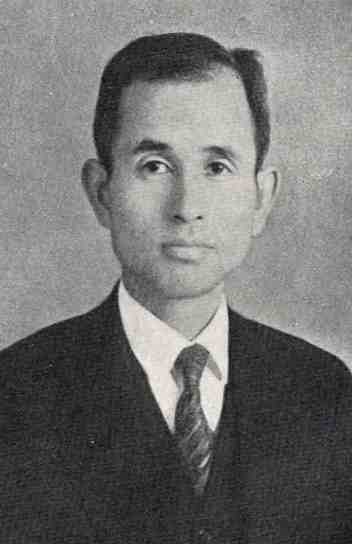
Sezawa Katsutada, 1944

Sezawa Katsutada (jap. 妹沢 克惟; * 21. August 1895 in der Präfektur Ishikawa; † 23. April 1944 in Tokio) war ein japanischer Mathematiker, Seismologe und Hochschullehrer.

## Leben
Sezawa studierte in den Jahren 1918–1921 an der Kaiserlichen Universität Tokio, wo er als Schiffbauingenieur abschloss. Er wurde dort im Jahre 1928 Professor. Von 1943 an war er Direktor des dortigen Seismologischen Instituts.

## Forschungstätigkeit
Sezawa befasste sich ab 1925 umfassend mit Seismologie und erforschte – ausgehend von mathematischen Arbeiten über Schwingungserscheinungen bei Schiffen – unter Anwendung von Methoden der Analysis Erdbebenwellen. Durch Beobachtung der Ausbreitung solcher Wellen gewann er Resultate sowohl zur Struktur der oberen Erdkruste als auch über die Auswirkung solcher Wellen auf Gebäude und Brücken. Im gleichen Zusammenhang untersuchte Sezawa auch die Entstehung und Ausbreitung von Tsunamis.